# Griel
De griel (Burhinus oedicnemus) is een vogel uit de familie van de grielen (Burhinidae).

## Kenmerken

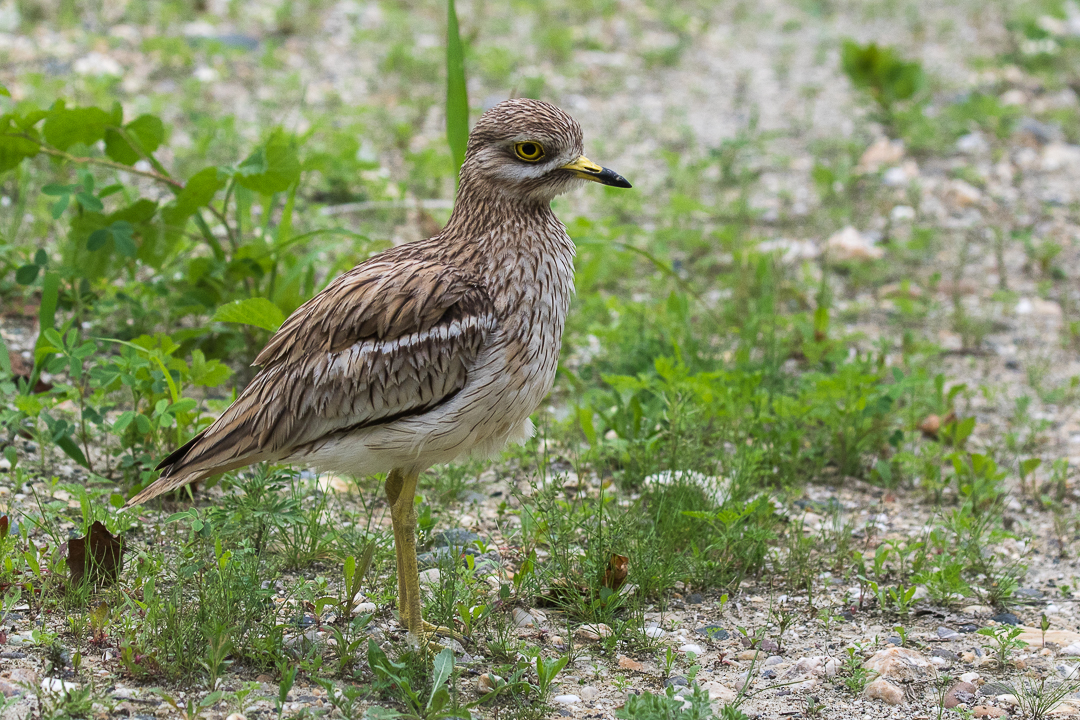
Griel bij de rivier de Po

De griel is 38 tot 45 cm lang en heeft een spanwijdte van 76 tot 88 cm. De vogel heeft lange, gele poten, een korte snavel en een dikke ronde kop met grote, gele ogen. De vogel heeft het gedrag en postuur van een grote plevier. De vogel is van boven bruin gestreept en licht van onder. Op de vleugel zit een zwart omrande witte vleugelstreep. Volwassen vogels hebben een donkere oogstreep rond een relatief groot geel oog, met daarboven een witte wenkbrauwstreep en daaronder ook een witte streep. De vogel gedraagt zich heel onopvallend.

## Leefwijze
Het voedsel bestaat uit insecten, huisjesslakken, wormen, reptielen en kleine zoogdieren.

## Voortplanting
Het nest bevindt zich op de grond en bestaat uit een eenvoudig kuiltje, opgemaakt met wat takjes en steentjes. Het legsel bestaat uit twee zandkleurige eieren met zwartbruine vlekken.

## Verspreiding en leefgebied
Er zijn vijf ondersoorten:
- B. o. oedicnemus (Zuidwest-Europa tot op de Balkan, Oekraïne en Kaukasus)
- B. o. distinctus (de westelijke Canarische Eilanden)
- B. o. insularum (oostelijke Canarische Eilanden)
- B. o. saharae (Noord-Afrika, eilanden in de Middellandse Zee en verder tot in Irak en Iran)
- B. o. harterti (West-Kazachstan tot in Pakistan en Noordwest-India)

De Indische griel (B. indicus) die voorkomt van India tot in Indochina werd lang beschouwd als een ondersoort van de gewone griel (zie kaartje).
Het leefgebied bestaat uit kale, spaarzaam begroeide gebieden zoals heiden, stenige begraasde terreinen en steppen. Hij broedt graag in de duinen, in de buurt van cultuurland of moeras.

### Voorkomen in Nederland en België
Grielen komen nauwelijks in Nederland en België voor. Tussen 1800 en 1958 was de griel een schaarse broedvogel in de duinen. Het laatste goed gedocumenteerde broedgeval vond plaats in 1954 in de Kennemerduinen. Tussen 1969 en 1996 zijn er 29 bevestigde waarnemingen (geen broedgevallen). Mogelijk is de vogel vaker gezien. Echter, terreinbeheerders houden liever waarnemingen geheim in de hoop dat de vogel terugkeert als broedvogel. In 2003 verbleef er een paartje op de Hoge Veluwe, maar dit was slechts bij enkele ingewijden bekend. In juni 2010 is er een griel gesignaleerd in de Amsterdamse Waterleidingduinen. Sindsdien is de soort op meerdere locaties gespot in zowel Nederland als België.
De griel staat als verdwenen op de Nederlandse Rode Lijst, maar niet op de Vlaamse Rode Lijst.

## Status (mondiaal)
De griel heeft een groot verspreidingsgebied en daardoor is de kans op de status kwetsbaar (voor uitsterven) gering. De grootte van de populatie wordt geschat op 130.000 tot 310.000 individuen. De griel gaat in aantal achteruit. Echter, het tempo ligt onder de 30% in tien jaar (minder dan 3,5% per jaar). Om deze redenen staat de griel als niet bedreigd op de internationale Rode Lijst van de IUCN.

## Naam
Volksnamen van de griel zijn: doornsluiper en scharluip.

## Video
- Video van een griel